# Randalls Island
Randalls Island, auch Randall’s Island genannt, ist eine Insel zwischen Harlem River und East River in New York City und gehört zum New Yorker Stadtbezirk Manhattan. Im Norden ist sie durch den Bronx Kill vom Stadtbezirk Bronx getrennt.
Sie war durch den schmalen Meeresarm Little Hell Gate von Wards Island getrennt, der im Zusammenhang mit der Anlage von Parks und dem Bau der Triborough Bridge (der heutigen Robert F. Kennedy Bridge) zugeschüttet wurde. Beide Inseln bilden heute eine Einheit, das frühere Little Hell Gate ist nur noch an seiner Mündung in den Harlem River neben dem Icahn Stadium erkennbar.
Die Insel ist für Fußgänger und Autos über die Robert F. Kennedy Memorial Bridge von den Boroughs Manhattan, Queens und Bronx aus zu erreichen. Die Hell Gate Bridge führt ebenfalls über die Insel.
Auf der Insel befindet sich heute eine Ausbildungseinrichtung des New York City Fire Departments und der Sitz der Triborough Bridge and Tunnel Authority. Der Großteil der Insel ist jedoch ein öffentlicher Park. Die Randalls Island Sports Foundation errichtete etliche Sporteinrichtungen, darunter einen Golfplatz, Tennisplätze, die auch als Trainingsplätze während der US Open dienen, sowie Fußball-, Basketball- und Baseballfelder.
1938 fand hier ein großes Swing Festival statt, unter anderem mit Count Basie und Duke Ellington.